# Aire urbaine de Nontron
L'aire urbaine de Nontron était une aire urbaine française constituée autour de la ville de Nontron, dans le département de la Dordogne.
En 2020, l'Insee définit un nouveau zonage d'étude : les aires d'attraction des villes. L'aire d'attraction de Nontron remplace désormais son aire urbaine, avec un périmètre bien plus important de 19 communes.

## Caractéristiques
En 2010, selon l'Insee, l'aire urbaine de Nontron était composée de cinq communes, toutes situées en Dordogne.
Son pôle urbain était l'unité urbaine de Nontron, formée de deux communes.

### Communes
Selon la délimitation de 2010, les communes appartenant à l'aire urbaine de Nontron étaient Nontron, Saint-Front-sur-Nizonne, Saint-Martial-de-Valette, Saint-Martin-le-Pin, Savignac-de-Nontron.

## Évolution démographique
L'évolution démographique concerne l'aire urbaine selon le périmètre défini en 2010.
| 1968  | 1975  | 1982  | 1990  | 1999  | 2007  | 2012  | 2017  |
| ----- | ----- | ----- | ----- | ----- | ----- | ----- | ----- |
| 5 302 | 5 339 | 5 154 | 5 027 | 4 917 | 4 933 | 4 675 | 4 458 |